# Fido
Fido é uma comédia zumbi canadense produzida em 2006. Foi dirigida por Andrew Currie e escrita por Robert Chomiak, Andrew Currie, e Dennis Heaton baseados na história original de Dennis Heaton. Foi produzida pela Lions Gate Entertainment, Anagram Pictures, pela British Columbia Film Commission e pela Téléfilm Canada.,

## História
A produção tem como cenário a década de 1950 em um 
universo paralelo, onde a radiação provinda do espaço transformou os mortos em zumbis. Isto resultou numa "Guerra Zumbi", onde a humanidade combateu os mortos-vivos para evitar um apocalipse zumbi, com a raça humana saindo-se do conflito como vitoriosa. Porém a radiação continua à agir no planeta, continuando a transformar recém-falecidos em zumbis se os cadáveres destes não forem decapitados ou incinerados. No intuíto de retomarem uma vida o mais normal possível, comunidades contam com a ajuda de uma corporação governamental chamada Zomcon. A Zomcon manufatura colares à controle remoto, os quais inibem o apetite dos zumbis por carne humana e assim possibilitando usá-los como escravos ou servos.
Na cidade de Willard, nomeada em referência à cidade do filme Night of the Living Dead de 1968, a dona de casa Helen Robinson compra um zumbi para tentar resolver a fobia de zumbis de seu marido Bill, uma vez que Bill passou por terríveis experiências com estes seres sendo um veterano na guerra zumbi. O filho do casal, Timmy, torna-se amigo do morto-vivo, batizando-o de "Fido". Um dia, o colar de Fido falha por um defeito no aparelho e ele mata a vizinha da casa ao lado, a qual também torna-se um zumbi. Timmy consegue matar a vizinha zumbificada mais tarde, mas não antes desta matar e infectar outra vítima, iniciando-se assim uma pequena infestação zumbi. As forças de segurança da Zomcom são acionadas e controlam a situação rápidamente, partindo em seguida para a investigação da causa da infestação.
Quando uma dupla de garotos com fama de bullies são acusados pelo desaparecimento do vizinho, eles capturam Fido e Timmy. Fido consegue escapar e encontra Helen, que vem imediatamente resgatar Timmy dos bullies (os quais, graças a fome de Fido por carne humana, agora também são zumbis), partindo logo em seguida para tentarem esquecer de tudo o que se passou. Muitos dias depois, o corpo da vizinha morta é encontrado, e a procura pelo assassino resulta em Fido, que é levado pela Zomcon. A empresa anuncia que irá destruí-lo. Timmy descobre através de Cindy Bottoms (a filha de Jonathan Bottoms, o cruel chefe de segurança da Zomcon) que Fido não fora destruído e estava simplesmente trabalhando numa das fábricas da Zomcon. Timmy parte para resgata-lo com a ajuda do Sr. Theopolis (o antigo chefe da segurança da Zomcon que foi forçado a aposentar-se antes da hora, isto quando foi acusado e culpado de fraternizar com sua zumbi feminina). Em tempo, Timmy encontra Fido, mas é capturado pelo Sr. Bottoms, que tenta atirar o garoto em uma "zona selvagem" que existe no exterior das comunidades cercadas e infestada por zumbis famintos. Bill vem ao resgate de seu filho mas é assassinado por Bottoms, o qual é logo em seguida morto por Fido. Timmy é salvo e a mídia passa a fazer acusações à Zomcom, dizendo ter sido devido a uma falha de segurança da empresa a causa dos vários rednecks que aventuram-se para fora da zona segura para caçarem zumbis por diversão. Helen finalmente entende que deve respeitar as más experiências passadas por Bill na guerra zumbi, e lhe dá um funeral com seu corpo decapitado para evitar que este reanime-se zumbificado. O filme termina com Fido como uma espécie de substituto de marido e pai, e com Timmy Helen felizes com a nova família e seu mais novo membro: uma criança recém-nascida, segundo filho de Helen e do falecido Bill (sua gravidez sendo precedente à morte do marido). Fido, agora sem a coleira, foi capaz de superar seu desejo por carne humana apenas observando o novo bebê, e recorrendo ao seu antigo vício de fumar nos momentos em que sua natureza de zumbi tenta falar mais alto. Estes, juntamente com seus vizinhos, desfrutam de uma nova vida feliz, incluindo um Jonathan Bottoms zumbificado, que agora preucupa-se muito mais com sua filha e tendo tornando-se uma pai melhor depois de morto.

## Elenco
- K'Sun Ray como Timmy Robinson
- Billy Connolly como Fido
- Carrie-Anne Moss como Helen Robinson
- Tim Blake Nelson como Mr. Theopolis
- Dylan Baker como Bill Robinson
- Sonja Bennett como Tammy
- Henry Czerny como Jonathan Bottoms
- Alexia Fast como Cindy Bottoms
- Aaron Brown como Roy Fraser
- Brandon Olds como Stan Fraser
- Jennifer Clement como Dee Dee Bottoms
- Rob LaBelle como Frank Murphy
- Tiffany Lyndall-Knight como Miss Mills
- Mary Black como Mrs. Henderson

## Lançamento
O filme estreou na edição de 2007 do Festival Internacional de Cinema de Toronto. No mesmo ano também foi exibido no Festival Sundance de Cinema, no Festival Internacional de Cinema de Vancouver, no Festival Canadense de Cinema Kingston, no Festival de Cinema da Flórida e no Fantasy Filmfest na Alemanha. Suas datas de lançamento foram oficializadas em 16 de março no Canadá e em 15 de junho nos Estados Unidos, ambas em 2007. Em solo americano, estreou em dois cinemas: o Nuart em Los Angeles e no Angelika de Nova Iorque. Em 6 de julho do mesmo ano, o filme expandiu sua exibição para mais 4 cinemas em San Diego, São Francisco, Seattle e Boston. Em agosto de 2007, o filme foi exibido na França e em Singapura. Posteriormente, foi para o Japão, em outubro, sob o nome de Zombino (ゾンビーノ, Zonbīno). O lançamento em DVD foi datado em 23 de outubro de 2007 nos Estados Unidos e 6 de novembro no Canadá. O filme arrecadou $298 110 nas bilheterias americanas e $419,801 mundialmente. Mesmo com críticas muito positivas, Fido foi um enorme fracasso de bilherias. Com um investimento estimado em 8 milhões, o site Box Office Mojo listou Fido entre as produções de menor retorno de investimento na história.

## Crítica
Baseando-se em 69 resenhas, o Rotten Tomatoes deu ao filme uma classificação de 71% de aprovação. Robert Abele do Los Angeles Times, John Anderson do Newsday, Manohla Dargis do New York Times, Kirk Honeycutt à serviço do Hollywood Reporter, Geoff Pevere, crítico do Toronto Star e Elizabeth Weitzman do jornal New York Daily News classificaram o filme positivamente. Porém, Richard Roeper, do Chicago Sun-Times, deu à produção uma crítica retumbantemente negativa.